# Luan Patrick
Luan Patrick Wiedthauper, meglio noto come Luan Patrick (Carazinho, 20 gennaio 2002), è un calciatore brasiliano, difensore dell'Estrela Amadora.

## Carriera

### Club
Cresciuto nel settore giovanile dell'Athl. Paranaense, ha esordito in prima squadra il 9 febbraio 2020 disputando l'incontro del Campionato Paranaense perso per 1-0 contro l'FC Cascavel.
Il 24 febbraio 2025, rimasto svincolato, sottoscrive un accordo fino al 30 giugno 2028 con il Verona.
Il 10 luglio 2025, dopo non avere disputato alcuna partita coi veneti, viene ceduto a titolo definitivo all'Estrela Amadora.

### Nazionale
Con la nazionale brasiliana Under-17 ha preso parte al campionato mondiale di categoria nel 2019, disputato in casa e che ha visto la vittoria dei verdeoro.

## Statistiche

### Presenze e reti nei club
Statistiche aggiornate al 24 febbraio 2025.
| Stagione                | Squadra                 | Campionato              | Campionato | Campionato | Coppe nazionali | Coppe nazionali | Coppe nazionali | Coppe continentali | Coppe continentali | Coppe continentali | Altre coppe | Altre coppe | Altre coppe | Totale | Totale |
| Stagione                | Squadra                 | Comp                    | Pres       | Reti       | Comp            | Pres            | Reti            | Comp               | Pres               | Reti               | Comp        | Pres        | Reti        | Pres   | Reti   |
| ----------------------- | ----------------------- | ----------------------- | ---------- | ---------- | --------------- | --------------- | --------------- | ------------------ | ------------------ | ------------------ | ----------- | ----------- | ----------- | ------ | ------ |
| 2020                    | Athl. Paranaense        | A1/PR+A                 | 3+1        | 0          | CB              | 0               | 0               | CL                 | 0                  | 0                  | SB          | -           | -           | 4      | 0      |
| 2021                    | Athl. Paranaense        | A1/PR+A                 | 8+2        | 0          | CB              | 0               | 0               | CS                 | 1                  | 0                  | -           | -           | -           | 11     | 0      |
| gen.-apr. 2022          | Athl. Paranaense        | A1/PR+A                 | 9+0        | 0          | CB              | 0               | 0               | CL                 | 0                  | 0                  | RS          | -           | -           | 9      | 0      |
| apr.-dic. 2022          | América-MG              | M1/MG+A                 | 0+10       | 0          | CB              | 2               | 0               | CL                 | 0                  | 0                  | -           | -           | -           | 12     | 0      |
| 2023                    | RB Bragantino           | A1/SP+A                 | 6+14       | 0          | CB              | 1               | 0               | CS                 | 5                  | 0                  | -           | -           | -           | 26     | 0      |
| 2024                    | Athl. Paranaense        | A1/PR+A                 | 2+0        | 0          | CB              | 0               | 0               | CS                 | 0                  | 0                  | -           | -           | -           | 2      | 0      |
| Totale Athl. Paranaense | Totale Athl. Paranaense | Totale Athl. Paranaense | 22+3       | 0          |                 | 0               | 0               |                    | 1                  | 0                  |             | -           | -           | 26     | 0      |
| feb.-giu. 2025          | Verona                  | A                       | 0          | 0          | CI              | -               | -               | -                  | -                  | -                  | -           | -           | -           | 0      | 0      |
| Totale carriera         | Totale carriera         | Totale carriera         | 55         | 0          |                 | 3               | 0               |                    | 6                  | 0                  |             | -           | -           | 64     | 0      |

### Cronologia presenze e reti in nazionale
| Cronologia completa delle presenze e delle reti in nazionale ― Brasile under 23 | Cronologia completa delle presenze e delle reti in nazionale ― Brasile under 23 | Cronologia completa delle presenze e delle reti in nazionale ― Brasile under 23 | Cronologia completa delle presenze e delle reti in nazionale ― Brasile under 23 | Cronologia completa delle presenze e delle reti in nazionale ― Brasile under 23 | Cronologia completa delle presenze e delle reti in nazionale ― Brasile under 23 | Cronologia completa delle presenze e delle reti in nazionale ― Brasile under 23 | Cronologia completa delle presenze e delle reti in nazionale ― Brasile under 23 |
| Data                                                                            | Città                                                                           | In casa                                                                         | Risultato                                                                       | Ospiti                                                                          | Competizione                                                                    | Reti                                                                            | Note                                                                            |
| ------------------------------------------------------------------------------- | ------------------------------------------------------------------------------- | ------------------------------------------------------------------------------- | ------------------------------------------------------------------------------- | ------------------------------------------------------------------------------- | ------------------------------------------------------------------------------- | ------------------------------------------------------------------------------- | ------------------------------------------------------------------------------- |
| 27-1-2024                                                                       | Caracas                                                                         | Brasile olimpica                                                                | 2 – 0                                                                           | Colombia olimpica                                                               | Torneo Pre-Olimpico CONMEBOL                                                    | -                                                                               | 17’                                                                             |
| 2-2-2024                                                                        | Caracas                                                                         | Venezuela olimpica                                                              | 3 – 1                                                                           | Brasile olimpica                                                                | Torneo Pre-Olimpico CONMEBOL                                                    | -                                                                               | 68’                                                                             |
| Totale                                                                          |                                                                                 | Presenze                                                                        | 2                                                                               |                                                                                 | Reti                                                                            | 0                                                                               |                                                                                 |

| Cronologia completa delle presenze e delle reti in nazionale ― Brasile under 20 | Cronologia completa delle presenze e delle reti in nazionale ― Brasile under 20 | Cronologia completa delle presenze e delle reti in nazionale ― Brasile under 20 | Cronologia completa delle presenze e delle reti in nazionale ― Brasile under 20 | Cronologia completa delle presenze e delle reti in nazionale ― Brasile under 20 | Cronologia completa delle presenze e delle reti in nazionale ― Brasile under 20 | Cronologia completa delle presenze e delle reti in nazionale ― Brasile under 20 | Cronologia completa delle presenze e delle reti in nazionale ― Brasile under 20 |
| Data                                                                            | Città                                                                           | In casa                                                                         | Risultato                                                                       | Ospiti                                                                          | Competizione                                                                    | Reti                                                                            | Note                                                                            |
| ------------------------------------------------------------------------------- | ------------------------------------------------------------------------------- | ------------------------------------------------------------------------------- | ------------------------------------------------------------------------------- | ------------------------------------------------------------------------------- | ------------------------------------------------------------------------------- | ------------------------------------------------------------------------------- | ------------------------------------------------------------------------------- |
| 12-12-2020                                                                      | Teresópolis                                                                     | Brasile under 20                                                                | 2 – 0                                                                           | Bolivia under 20                                                                | Amichevole                                                                      | -                                                                               |                                                                                 |
| 15-12-2020                                                                      | Teresópolis                                                                     | Brasile under 20                                                                | 6 – 0                                                                           | Perù under 20                                                                   | Amichevole                                                                      | -                                                                               | 63’                                                                             |
| 18-12-2020                                                                      | Teresópolis                                                                     | Brasile under 20                                                                | 1 – 1                                                                           | Cile under 20                                                                   | Amichevole                                                                      | -                                                                               |                                                                                 |
| Totale                                                                          |                                                                                 | Presenze                                                                        | 3                                                                               |                                                                                 | Reti                                                                            | 0                                                                               |                                                                                 |

| Cronologia completa delle presenze e delle reti in nazionale ― Brasile under 17 | Cronologia completa delle presenze e delle reti in nazionale ― Brasile under 17 | Cronologia completa delle presenze e delle reti in nazionale ― Brasile under 17 | Cronologia completa delle presenze e delle reti in nazionale ― Brasile under 17 | Cronologia completa delle presenze e delle reti in nazionale ― Brasile under 17 | Cronologia completa delle presenze e delle reti in nazionale ― Brasile under 17 | Cronologia completa delle presenze e delle reti in nazionale ― Brasile under 17 | Cronologia completa delle presenze e delle reti in nazionale ― Brasile under 17 |
| Data                                                                            | Città                                                                           | In casa                                                                         | Risultato                                                                       | Ospiti                                                                          | Competizione                                                                    | Reti                                                                            | Note                                                                            |
| ------------------------------------------------------------------------------- | ------------------------------------------------------------------------------- | ------------------------------------------------------------------------------- | ------------------------------------------------------------------------------- | ------------------------------------------------------------------------------- | ------------------------------------------------------------------------------- | ------------------------------------------------------------------------------- | ------------------------------------------------------------------------------- |
| 8-9-2019                                                                        | Hednesford                                                                      | Inghilterra under 17                                                            | 1 – 1                                                                           | Brasile under 17                                                                | Amichevole                                                                      | -                                                                               |                                                                                 |
| 26-10-2019                                                                      | Gama                                                                            | Brasile under 17                                                                | 4 – 1                                                                           | Canada under 17                                                                 | Mondiali Under-17 2019 - 1º turno                                               | -                                                                               |                                                                                 |
| 29-10-2019                                                                      | Gama                                                                            | Brasile under 17                                                                | 3 – 0                                                                           | Nuova Zelanda under 17                                                          | Mondiali Under-17 2019 - 1º turno                                               | -                                                                               |                                                                                 |
| 1-11-2019                                                                       | Goiânia                                                                         | Angola under 17                                                                 | 0 – 2                                                                           | Brasile under 17                                                                | Mondiali Under-17 2019 - 1º turno                                               | -                                                                               |                                                                                 |
| 6-11-2019                                                                       | Gama                                                                            | Brasile under 17                                                                | 3 – 2                                                                           | Cile under 17                                                                   | Mondiali Under-17 2019 - Ottavi di finale                                       | -                                                                               |                                                                                 |
| 11-11-2019                                                                      | Goiânia                                                                         | Italia under 17                                                                 | 0 – 2                                                                           | Brasile under 17                                                                | Mondiali Under-17 2019 - Quarti di finale                                       | -                                                                               |                                                                                 |
| 14-11-2019                                                                      | Gama                                                                            | Francia under 17                                                                | 2 – 3                                                                           | Brasile under 17                                                                | Mondiali Under-17 2019 - Semifinale                                             | -                                                                               |                                                                                 |
| 17-11-2019                                                                      | Gama                                                                            | Messico under 17                                                                | 1 – 2                                                                           | Brasile under 17                                                                | Mondiali Under-17 2019 - Finale                                                 | -                                                                               |                                                                                 |
| Totale                                                                          |                                                                                 | Presenze                                                                        | 8                                                                               |                                                                                 | Reti                                                                            | 0                                                                               |                                                                                 |

## Palmarès

### Club

#### Competizioni statali
- Campionato Paranaense: 1

Athl. Paranaense: 2020

#### Competizioni internazionali
- Coppa Sudamericana: 1

Athl. Paranaense: 2021

### Nazionale
- Campionato mondiale Under-17: 1

Brasile 2019